# Mechel
Mechel (Russisch: Мечел; Metsjel) is een van de belangrijkste Russische bedrijven in de mijnbouw- en metallurgische sector, dat steenkool, ijzererts, nikkel-staal en gerold staal op de markt brengt. Het bedrijf heeft zijn hoofdkantoor in Moskou en bezit naast een groot aantal bedrijven in Rusland ook een aantal (belangen in) bedrijven in Roemenië, Liechtenstein, Zwitserland, België en Litouwen. Het bedrijf wordt geleid door algemeen directeur Igor Zjoezin en staat aan de RTS-index genoteerd. De omzet van het bedrijf bedroeg in 2021 267 miljoen euro.

## Eigendomstructuur
Het bedrijf is voor 71,62% eigendom van algemeen directeur Igor Zjoezin en 23% wordt sinds mei 2007 verhandeld aan de New York Stock Exchange. Daarmee is Mechel het enige bedrijf uit de mijnbouw- en metallurgische sector in Rusland en Oost-Europa dat aan de New York Stock Exchangegenoteerd staat. In juli 2007 had het bedrijf een marktkapitalisatie van 5,79 miljard dollar. De CEO van het bedrijf was in 2007 Aleksej Ivanoesjkin en de voorzitter van de Raad van Bestuur is Igor Zjoezin.

## Vestigingen
Mechel had in september 2007 de volgende vestigingen:
Mijnbouw
- kolen: Steenkoolbedrijf van de Zuidelijke Koezbass (Mezjdoeretsjensk, oblast Kemerovo)
- nikkel en non-ferrometalen: Nikkelfabriek van de Zuidelijke Oeral (Orsk, oblast Orenburg)
- ijzerertsconcentraat: Mijnbouwfabriek van Korsjoenov (Zjeleznogorsk-Ilimski, oblast Irkoetsk)

Staal
- Rusland:
  - Geïntegreerde Metallurgische fabriek van Tsjeljabinsk (Tsjeljabinsk, oblast Tsjeljabinsk)
  - Izjstal (Izjevsk, Oedmoertië)
  - Metallurgisch Kombinaat van Beloretsk (BMK) (Beloretsk, Basjkirostan)
  - Oeraalse smederij (Tsjebarkoel, oblast Tsjeljabinsk)
  - Coke-ovengasfabriek van Moskou (Vidnoje, oblast Moskou)
  - Metaalproductenfabriek van Vjartsilja (Vjartsilja, Karelië)
  - IJzerlegeringenfabriek van Bratsk (Bratsk, oblast Irkoetsk)
- Roemenië:
  - Mechel Targoviste (Târgovişte)
  - Mechel Campia Turzii (Câmpia Turzii)
- Litouwen:
  - Mechel Nemunas (Kaunas)

Overig
- Energiecentrale van de Zuidelijke Koezbass (Kaltan, oblast Kemerovo)
- Handelshaven Posjet (Posjet, kraj Primorje)
- Haven Kambarka (Kama, Oedmoertië)